# Agvan Dorzsijev
Agvan Dorzsijev (1853. – Ulan-Ude, 1938. január 29.) hori burját születésű buddhista láma.
Belső-Ázsia 19. századi történelmének fontos alakja. Nevéhez fűződik 
a tibeti-orosz diplomáciai kapcsolatok megteremtése, az első európai buddhista templom megalapítása Szentpéterváron, több kolostor alapítása kalmük és burját területeken. Új burját ábécét alkotott, azonban ez nem terjedt el.

## Buddhista tanulmányok
1853-ban született a Verhnyeugyinszktől (mai Ulan-Ude) nem messze fekvő Dabqur-Čaγan hegyhátnál. Tizenkilenc évesen elhagyta szülőföldjét, tanítómesterével együtt Tibetbe indult, hogy tanulmányait folytassa. Huszonegy évesen gelong fogadalmat tett. 1874-ben a buddhista szent hegyre, a Wǔtái Shān-ra utazott, majd visszatért szülőföldjére. Ezek után a Lhászától nem messze levő Goman dacanba került, mely akkor az egyik legnépesebb buddhista kolostor volt Tibetben, több mint 7700 szerzetest számlált. 1888-ban parm-a lharampa  fokozatot kapott, majd elnyerte a csanid kenpo címet. Hamarosan a 13. dalai láma, Tubten Gyaco egyik tanítómestere lett.

## Tibeti-orosz kapcsolatok
Agvan Dorzsijev 1897-ben a 13. dalai láma utasítására elhagyta Tibetet, hogy Oroszországban tárgyalásokat kezdjen II. Miklós orosz cárral. 1898-ban meghívást kapott Eszper Uhtomszkij tól, akinek segítségével sikerült audienciát kapnia a cárnál. Első látogatása az orosz uralkodónál nem végződött megállapodással, és a sajtó sem tett róla említést, nem úgy a következő találkozásról. Ez alkalommal több cikk is megjelent Dorzsijevről orosz újságokban, ahonnan hamarosan a nyugati sajtóba is eljutott Dorzsijev látogatásának híre.
Az egyre erősödő tibeti–orosz kapcsolat aggodalmat keltett a brit köztudatban és később ürügyül szolgált az 1903-as fegyveres tibeti brit Younghusband-féle expedícióhoz.
Dorzsijev elképzelése szerint a buddhista államoknak, Tibetnek és Mongóliának orosz protektorátus alatt kellett volna egyesülniük. Pánmongolista, pánbuddhista nézetei szerint egy nagyobb buddhista államban biztosabb jövőt látott a lámaizmus továbbélésének.

## Az új burját ábécé
Agvan Dorzsijev az 1900-as évek elején dolgozhatta ki új ábécéjét, melyben a meglevő ujgur-mongol, ojrát és galik ábécékből vett át mellékjeleket és betűket. 1905 körül jelentette meg Az új és a régi betűk közötti különbségek magyarázata című pamfletjét. Az elkövetkező években a pétervári Naran kiadónál jelentek meg ezzel az ábécével írt művek.

## A pétervári buddhista templom
A pétervári buddhista kalmük közösség már 1907-ben kérvényezte egy buddhista imaház megalapítását, azonban csak Dorzsijev közbenjárásával kapták meg az engedélyt. A templom felépítéséhez szükséges anyagi hátteret részben a 13. dalai láma biztosította, részben a mongol, burját, kalmük, kínai és japán hívők adományai. Az első szertartásra 1913. február 21-én került sor, ezen a napon Oroszországban a Romanov-dinasztia háromszáz éves fennállását ünnepelték.

## Oroszországi tevékenysége
A szentpétervári buddhista templomon kívül Dorzsijev több kolostort alapított kalmük és burját területeken. 
A húszas években fontos közéleti szerepet töltött be Burjátföldön. Reformmozgalmat indított az oroszországi buddhizmuson belül, melyben a buddhista alapelveket a szovjet ideológia elvárásaihoz igyekezett igazítani.
A harmincas években azonban a szovjet vallásellenes propaganda egyre erősödött, a buddhizmus sem maradhatott életben a harcos ateizmus meghirdetése után. 1937-ben az összes, a leningrádi templomban élő szerzetest főbe lőtték. Ebben az évben letartóztatták Dorzsijevet is, aki 1938-ban Burjátföldön egy börtönkórházban hunyt el.

## További olvasmányok
- Saxer, Martin (2004): Journeys with Tibetan Medicine: How Tibetan Medicine came to the West: The Story of the Badmayev Family, Masters Thesis, University of Zurich
- Andreev, A. I.: Buddijskaja svjatynja Petrograda. Ulan-Ude, 1992
- Belov, Je. A.: Rossija i Kitaj v načale XX. veka. Moskva, IV RAN, 1997
- Gillard, David: The Struggle for Asia 1828-1914. A study in Russian and British imperialism. Methren&Co. Ltd., London, 1977
- Kara, Gyorgy: Knigi mongol'skich kočevnikov. Nauka, Moskva, 1972
- Snow, Russel E.: The Russian Revolution of 1917-18 in Transbaikalia. Soviet Studies, Vol. 23, No. 2. (Oct., 1971), pp. 201–215.